# Bucking Broncho
Bucking Broncho es una película muda de 1894 de Edison Studios. Su protagonista es Lee Martin, que era vaquero, "jinete de caballo salvaje" y miembro del espectáculo del oeste salvaje de Buffalo Bill. La parte de Martin no fue acreditada y fue su única película. La película es una demostración de expertos paseos a caballo ante una multitud de espectadores.
Esta película está  conservada por la Academia de Artes y Ciencias Cinematográficas y está disponible en la colección de DVD More Treasures from American Film Archives (2004).